# Agrostis minor
Agrostis minor là một loài thực vật có hoa trong họ Hòa thảo. Loài này được (Benth.) J.M. Black mô tả khoa học đầu tiên năm 1936.